# Coelinius obscurus
Coelinius obscurus är en stekelart som först beskrevs av Curtis 1829.  Coelinius obscurus ingår i släktet Coelinius och familjen bracksteklar. Inga underarter finns listade i Catalogue of Life.